# Nigrites
 (décembre 2008).
Si vous disposez d'ouvrages ou d'articles de référence ou si vous connaissez des sites web de qualité traitant du thème abordé ici, merci de compléter l'article en donnant les références utiles à sa vérifiabilité et en les liant à la section « Notes et références ».
Les Nigrites sont un ancien peuple d'Afrique du Nord.

## Histoire
Les Nigrites sont mentionnés par Strabon, Pline l'Ancien et Claude Ptolémée. Ils devraient leur nom au fait qu'ils habitaient en bordure du fleuve Nigris.
L'identification du fleuve Nigris a longtemps été sujette aux controverses. On en faisait l'oued Noun (oued Nul des textes médiévaux) dans le Maroc actuel. Mais il s'agissait plus probablement de l'oued Djedi, près du Chott el Melhrir, en Algérie. Pour Pline l'Ancien, le fleuve Nigris était une source du Nil.
Certains classaient les Nigrites parmi les Libyens. Pour d'autres, ils étaient proches des Éthiopiens.
D'après Strabon, les Nigrites étaient des conducteurs de chars.